# Christer Holmberg
Per Christer Holmberg, född 28 maj 1942 i Helsingfors, är en finländsk läkare. 
Holmberg blev medicine och kirurgie doktor 1977 samt specialist i pediatrik 1977 och i barnnefrologi 1987. Han blev 1985 docent och 2000 professor i pediatrik vid Helsingfors universitet. Han har publicerat arbeten om pediatrik, vätskebalans, nefrologi, transplantationer och metaboliska sjukdomar. Hans centrala forskning har gällt den medfödda kloriddiarréns uppkomst och utveckling.